# Pseudozizeeria argia
Pseudozizeeria argia är en fjärilsart som beskrevs av Ménétriés 1857. Pseudozizeeria argia ingår i släktet Pseudozizeeria och familjen juvelvingar. Inga underarter finns listade.